# André Bertin
André Bertin (* 3. März 1912 in Ecques; † 5. Januar 1994 in Saint-Laurent-Blangy) war ein französischer Radrennfahrer. 
Bertin wurde 1935 Profi und war ein Domestik des zweimaligen Tour-de-France-Siegers Antonin Magne. Nach dem Zweiten Weltkrieg trat er nochmals als Berufsfahrer, allerdings ohne Vertrag mit einem Team, bei Radrennen an, blieb aber erfolglos. Sein bestes Ergebnis war ein Podiumsplatz bei einem Rennen durch die französischen Alpen 1945.
Nach seiner Radsportkarriere gründete er ein Unternehmen, das Fahrräder herstellte und Fahrradteile vertrieb. Der Bielefelder Fahrradhersteller Rixe bot seine hochwertigeren Rennsporträder auch unter der Zusatzbezeichnung Type André Bertin an.

## Teams
- 1935: France Sport, Dunlop
- 1936: France Sport, Wolber
- 1937: France Sport, Dunlop